# Alpaida guto
Alpaida guto là một loài nhện trong họ Araneidae.
Loài này thuộc chi Alpaida. Alpaida guto được miêu tả năm 2008 bởi Abrahim & Bonaldo.